# Margaret Sheridan
Pour les articles homonymes, voir Sheridan.
Margaret Sheridan, née Margaret Elizabeth Sheridan le 29 octobre 1926 dans la ville de Los Angeles en Californie et morte le 1er mai 1982 à Orange dans la même région, est une actrice américaine. Protégée d'Howard Hawks à ses débuts, elle a réalisé une courte carrière d'actrice au début des années 1950 et reste connue pour son rôle dans le film de science-fiction La Chose d'un autre monde (The Thing from Another World) de Christian Nyby.

## Biographie
Elle naît à Los Angeles en Californie en 1926. Mannequin et hôtesse de l'air, elle est remarquée par le réalisateur Howard Hawks qui devient son mentor. Il la prend sous contrat et lui offre le premier rôle féminin du western La Rivière rouge (Red River) face à John Wayne et le débutant Montgomery Clift. Elle doit refuser car elle est enceinte et, à sa place, Joanne Dru accepte le rôle.
Au début des années 1950, Hawks lui offre un autre rôle de premier plan dans le film de science-fiction La Chose d'un autre monde (The Thing from Another World) de Christian Nyby dont il est, entre autres, le producteur. Sa prestation face à Kenneth Tobey, sa première au cinéma, marque les esprits et lui attire des critiques élogieuses.
Elle apparaît ensuite dans le drame de guerre Une minute avant l'heure H (One Minute to Zero) de Tay Garnett aux côtés de Robert Mitchum, Ann Blyth et Charles McGraw.
En 1953, elle incarne le personnage de Velda, la secrétaire du détective privé Mike Hammer dans le film noir J'aurai ta peau (I, the Jury) d'Harry Essex. Elle donne ensuite la réplique à Dennis O'Keefe et Philip Friend dans le film policier Enquête spéciale (en) (The Diamond) de Montgomery Tully puis joue aux côtés de Vera Miles et Lloyd Bridges dans le drame Pride of the Blue Grass de William Beaudine en 1954.
À nouveau enceinte, elle se retire la même année. Elle effectue un éphémère retour en 1964, avec un rôle de figuration dans la comédie Le Sport favori de l'homme (Man's Favorite Sport ?) d'Howard Hawks et deux crédits dans des épisodes de séries télévisées.
Elle meurt d'un cancer du poumon en 1982 à Orange en Californie.

## Filmographie

### Au cinéma
- 1951 : La Chose d'un autre monde (The Thing from Another World) de Christian Nyby
- 1952 : Une minute avant l'heure H ou Corée … minute zéro (One Minute to Zero) de Tay Garnett
- 1953 : J'aurai ta peau (I, the Jury) d'Harry Essex
- 1954 : Enquête spéciale (en) (The Diamond) de Montgomery Tully
- 1954 : Pride of the Blue Grass de William Beaudine
- 1964 : Le Sport favori de l'homme (Man's Favorite Sport ?) d'Howard Hawks

### À la télévision

#### Séries télévisées
- 1952 : Les Aventures d'Ellery Queen (The Adventures of Ellery Queen) de Gerald Mayer, un épisode
- 1953 : City Detective de John English, un épisode
- 1954 : Four Star Playhouse de Blake Edwards, un épisode
- 1964 : La Grande Caravane (Wagon Train), un épisode
- 1964 : Bob Hope Presents the Chrysler Theatre, un épisode

## Sources
- (en) Todd McCarthy, Howard Hawks : The Grey Fox of Hollywood, New York, Grove Press, 1997, 209 p. (ISBN 978-0-8021-3740-1, lire en ligne), p. 415-416-475.
- (en) Max Allan Collins et James L. Traylor, Mickey Spillane on Screen, Jefferson, McFarland, 2012, 768 p. (ISBN 978-0-7864-6578-1, lire en ligne), p. 184.